# Pernambis intervenata
Pernambis intervenata är en fjärilsart som beskrevs av William Schaus 1920. Pernambis intervenata ingår i släktet Pernambis och familjen bastardsvärmare. Inga underarter finns listade i Catalogue of Life.